# Eir Aoi
Eir Aoi (藍井 エイル, Aoi Eiru), née le 30 novembre 1988 à Sapporo, est une chanteuse japonaise.

## Histoire
Plusieurs de ses titres ont été utilisés comme générique d'anime:
- MEMORIA a été utilisé comme 1er ending de Fate/Zero.
- AURORA a été utilisé comme 4e opening de Mobile Suit Gundam AGE.
- Innocence a été utilisé comme 2e opening de Sword Art Online.
- sirius a été utilisé comme 1er opening de Kill la Kill.
- IGNITE a été utilisé comme 1er opening de Sword Art Online II.
- Tsuki wo Ou Mayonaka a été utilisé comme 1er opening de Granbelm.
- GENESIS a été utilisé comme ending de Aldnoah.Zero 2nd Season.
- Lapis Lazuri a été utilisé comme ending de The Heroic Legend of Arslân.
- Fukaimori a été utilisé comme ending de Inuyasha.
- RYUSEI a été utilisé comme 1er opening de Sword Art Online Alternative: Gun Gale Online.
- Iris a été utilisé comme 1er ending de Sword Art Online: Alicization.

## Albums
- 2012: Prayer
- 2013: BLAU
- 2014: AUBE
- 2015: D'AZUR
- 2019 : Fragment
- 2022 : Hello Hello Hello

## Singles
- 2012: AURORA
- 2012: INNOCENCE
- 2013: MEMORIA
- 2013: Cobalt Sky
- 2013: sirius
- 2013: Kuroiuta
- 2014: Niji no Oto
- 2014: Sanbika
- 2014: KASUMI
- 2014: Ignite
- 2014: Tsunagaruomoi
- 2015: Genesis
- 2015: Lapis Lazuri
- 2015: Shoegazer
- 2016: Accentier
- 2016: Tsubasa
- 2018 : Ryusei